# Doplang (Purworejo)
Doplang is een bestuurslaag in het regentschap Purworejo van de provincie Midden-Java, Indonesië. Doplang telt 3079 inwoners (volkstelling 2010).